# Арнсдорф (Добершау-Гаусиг)

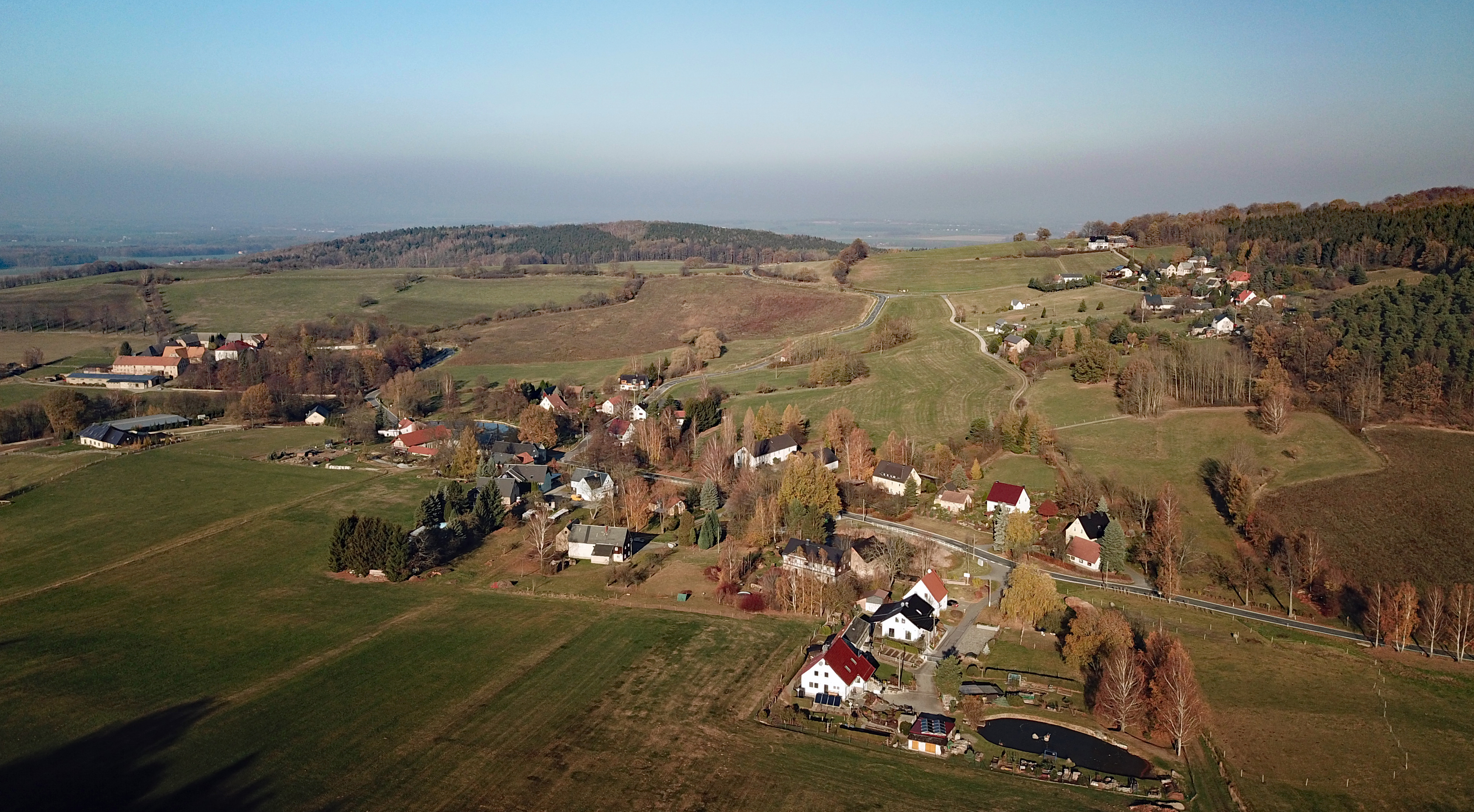
Вид деревни

А́рнсдорф или Ва́рночицы (нем. Arnsdorf; в.-луж. Warnoćicyо файле) — деревня в Верхней Лужице, Германия. Входит в состав коммуны Добершау-Гаусиг района Баутцен в земле Саксония. Подчиняется административному округу Дрезден.

## География
Находится на шоссе S118 между деревней Гаусиг и городом Вильтен около девяти километров на юго-запад от Баутцена. Граничит на северо-востоке с бывшей деревней Зджар (Zdźar, Sora, с 1936 года входит в состав города Велечин), с деревнями Восташецы (Wostašecy, Irgersdorf) на юго-востоке, Тучицы (Tućicy, Schwarznaußlitz) на юге и Дречин на северо-западе. Недалеко от деревни находятся холмы Tschelentsy (Ćeleńc — Челеньц) высотой 367 метров и Großer Picho (Wulki Pichow — Вульки-Пихов) высотой 498,6 метров.

## История
Впервые упоминается в 1363 году под наименованием Арнольдисдорф (Arnoldisdorf).
С 1936 по 1974 года деревня входила в состав коммуны Дречен, с 1974 по 1999 — в коммуну Гаусиг. С 1999 года входит в состав коммуны Добершау-Гаусиг.
В настоящее время деревня входит в состав культурно-территориальной автономии «Лужицкая поселенческая область», на территории которой действуют законодательные акты земель Саксонии и Бранденбурга, содействующие сохранению лужицких языков и культуры лужичан.

## Население
Согласно статистическому сочинению «Dodawki k statisticy a etnografiji łužickich Serbow» Арношта Муки в 1884 году проживало 289 человек (из них — 176 серболужичан (61 %)). Большинство жителей являются лютеранами.
Официальным языком в населённом пункте, помимо немецкого, является также верхнелужицкий язык.
| 1764 | 1834 | 1871 | 1890 | 1925 | 2011 |
| ---- | ---- | ---- | ---- | ---- | ---- |
| 6    | 218  | 270  | 220  | 236  | 150  |